# 進化生物学研究所
一般財団法人進化生物学研究所（しんかせいぶつがくけんきゅうしょ）は、自然と人、人と生き物を主要テーマと位置づけ、調査・研究の成果および収集資料・動植物の展示などの事業を行っている法人。元東京農業大学名誉教授の近藤典生が創設した。元文部科学省研究振興局学術機関課所管。

## 概要
- 主な目的　進化生物学に関する調査研究およびその普及。
- 沿革　1974年（昭和49年）7月　東京農業大学育種学研究所を基礎に設立
- 代表者　理事長　湯浅浩史
- 本部所在地　東京都世田谷区上用賀2-4-28
- 「生き物文化誌学会」の事務局を設置している。